# Згеж (станция)
Згеж (пол. Zgierz) — узловая железнодорожная пассажирская и грузовая станция и главный вокзал в городе Згеж в Лодзинском воеводстве Польши. Имеет 2 платформы (3 перрона) и 5 путей.
Согласно классификации пассажирских станций «Категории железнодорожных вокзалов Польши», Згеж относится к категории «Региональные вокзалы», как находящийся в небольшом городке и обслуживающий в основном региональные и местные перевозки.

## История
Станция Згеж была построена в 1902 году, как часть железной дороги Варшава — Калиш, изначально с русской колеей (1524 мм), поскольку территория, по которой проходила железная дорога, на момент ее строительства входила в состав Царства Польского, находившегося в составе Российской империи. В 1915 году, после оккупации, в ходе Первой мировой войны, Царства Польского войсками Германской империи и Австро-Венгрии железная дорога была перешита на европейскую ширину колеи, это коснулось и путей станции Згеж.
Вокзал станции Згеж был построен в 1902 году в стиле неоренессанс, как и многие другие вокзалы на железной дороге Варшава — Калиш, например, вокзалы станций Пабьянице, Здуньска-Воля или Серадз. Здание вокзала пережило две мировых войны и оставалось с момента постройки относительно неизменным до 1980-х гг., когда в ходе ремонта фасады, изначально кирпичные, аналогично вокзалу станции Пабьянице, были оштукатурены, а интерьеры частично перестроены. Также черепичное покрытие крыши было заменено листовым железом.
В 2011 году был произведен капитальный ремонт здания вокзала. В 2020 году станция и вокзал подверглась дальнейшей реконструкции. В частности, был построен подземный переход под путями на пассажирские платформы, в который из вокзала и с платформ ведут четыре лифта.
Тем не менее, с момента основания станции в значительной степени сохранилась ее инфраструктура: кроме вокзала это товарный пакгауз, жилые здания для станционных служащих, водонапорная башня с насосной станцией и подъездные пути. Сохранился также построенный перед Второй мировой войной здание поста сигнализации.
Начиная с 1920 года строилась Линия №16 Лодзь-Видзев — Кутно. Участок Згеж — Кутно был сдан в эксплуатацию 1 мая 1926 года. Участок Лодзь-Видзев — Згеж был открыт 15 ноября 1931 года. Таким образом станция Згеж стала узловой.
7 сентября 1939 года в ходе Второй мировой войны немецкие войска захватили город Згеж и станцию. В 1943 году станция, вслед за городом, немецкими оккупационными войсками была переименована в Гёрнау. 17 января 1945 город и станция были взяты войсками Белорусского фронта Красной Армии. 14 июля 1946 года городу и станции было возвращено прежнее название..

## Настоящее время
В настоящее время Згеж является узловой станцией, находящейся на севере Лодзинского железнодорожного узла. Здесь пересекаются две линии PKP, Линия №15 Беднары — Лодзь-Калиская, и Лодзь-Видзев — Кутно. Однопутные линии № 15 и № 16, идущие со станций Лович и Кутно соответственно, на выходе со станции Згеж продолжаются двухпутной линией на станцию Лодзь-Калиская (Линия № 15) и однопутной линией на Лодзь-Видзев (Линия № 16). По всем четырем направлением осуществляется пассажирское движение.
В 2018 году станция обслуживала в среднем 1800 пассажиров в день, в 2021 году — от 1500 до 2000 пассажиров в день.
Через станцию Згеж следуют поезда дальнего следования: национальные экспрессы, обслуживаемые компанией PKP Intercity и региональные пассажирские поезда компании Polregio, а также пригородные электропоезда компании Łódzka Kolej Aglomeracyjna.

## Галерея

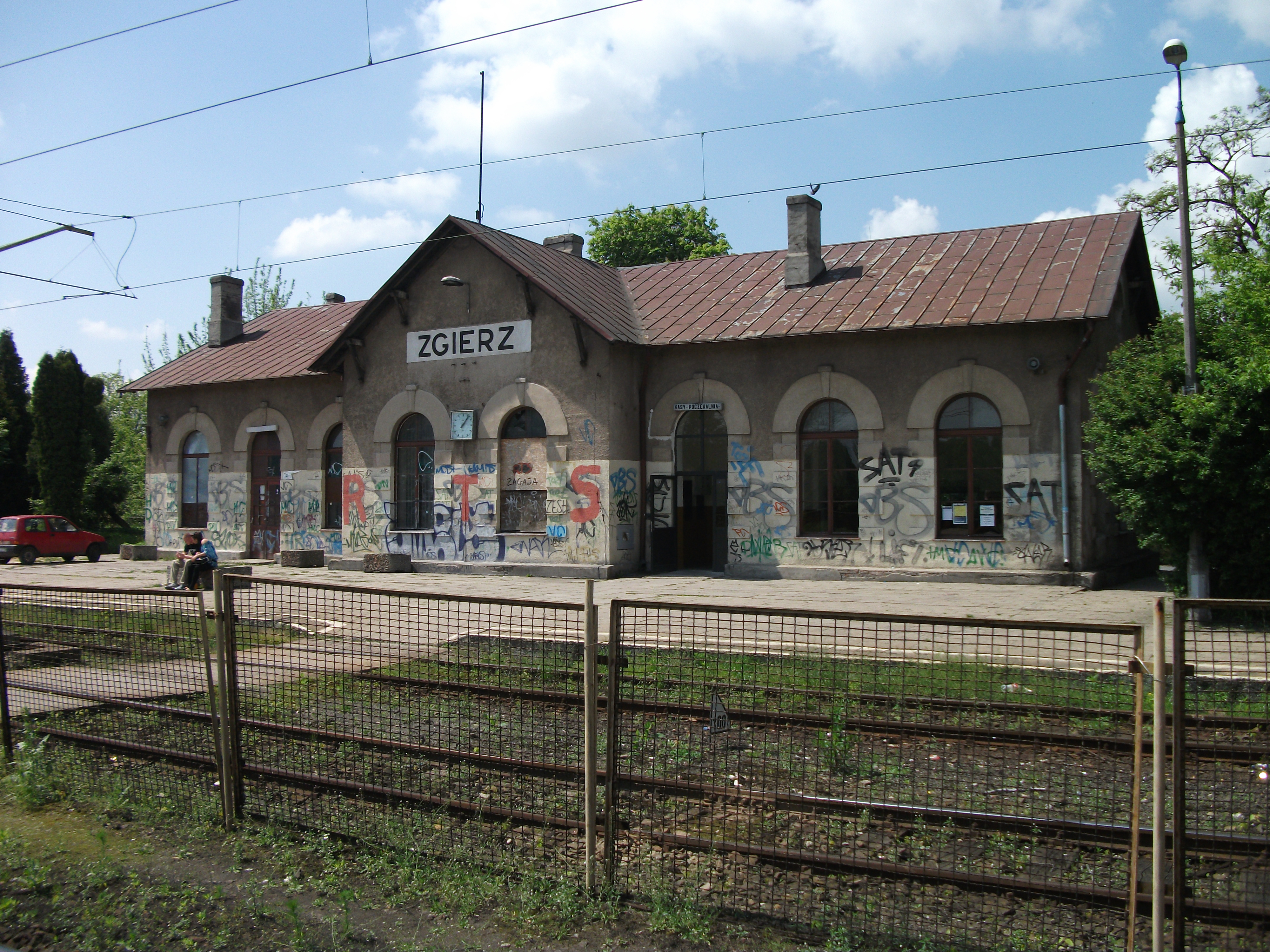
Вид вокзала со стороны путей в 2010 году до капитального ремонта
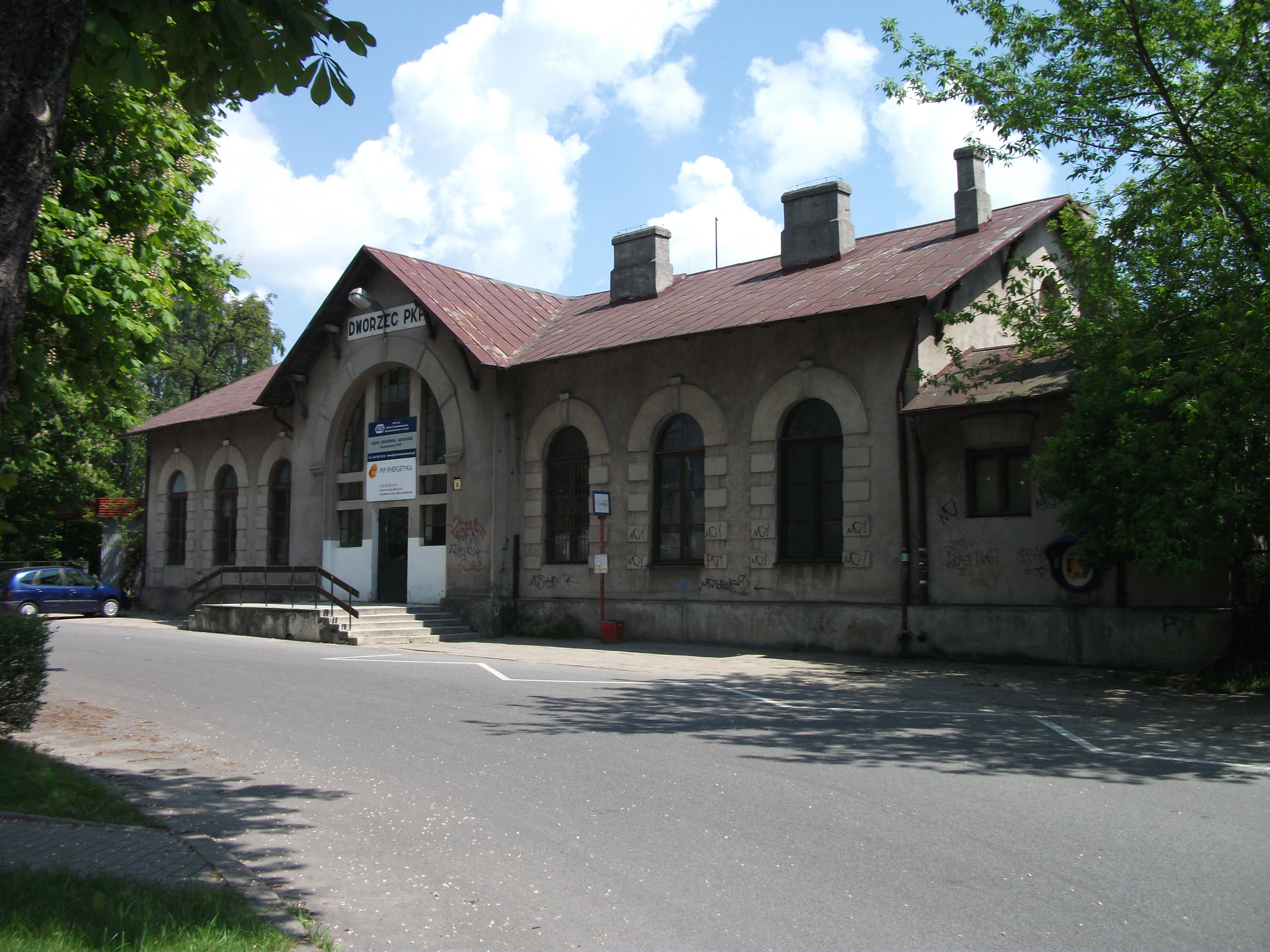
Вид вокзала со стороны города в 2010 году до капитального ремонта
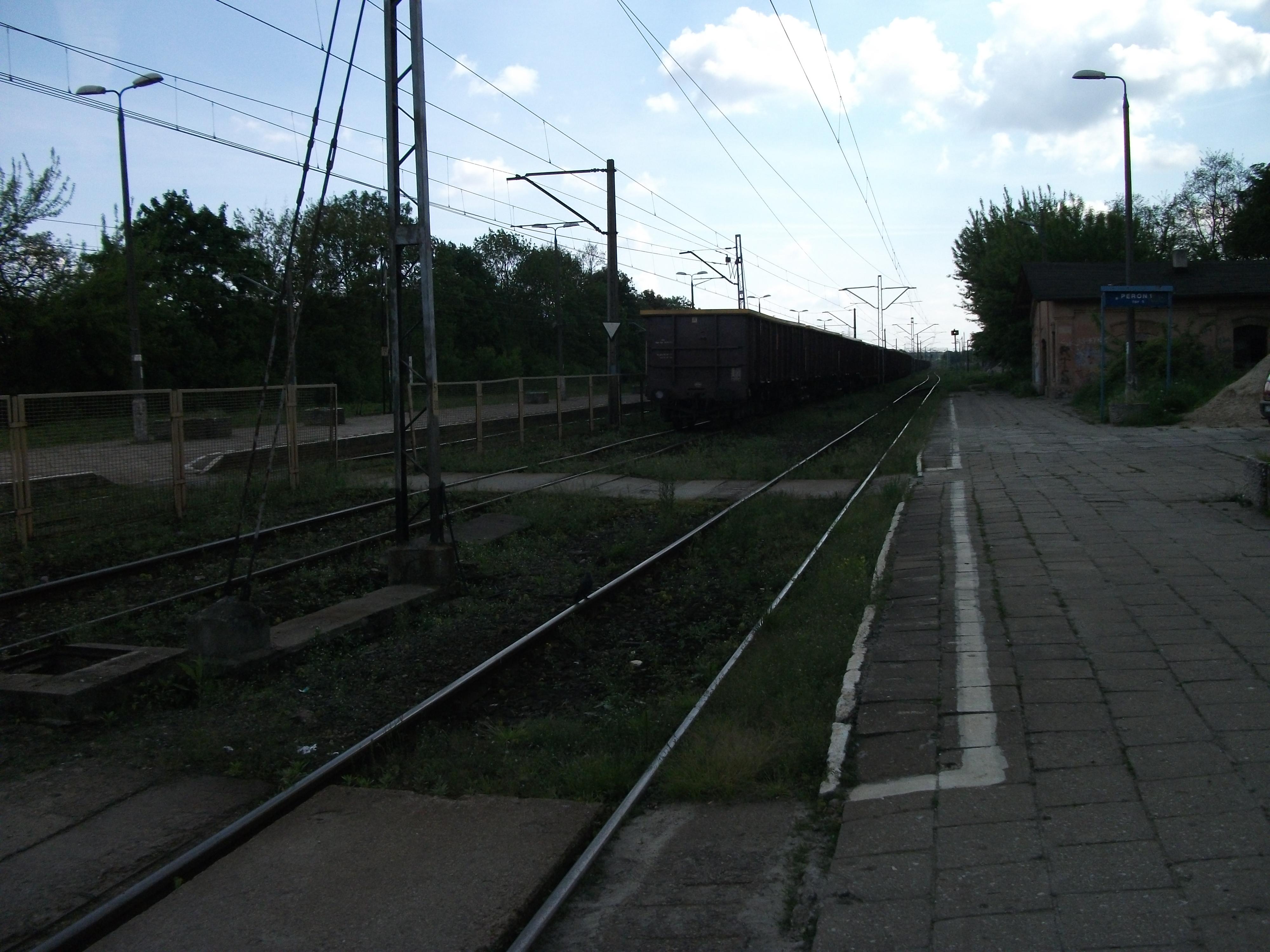
Вид со станции в южном направлении
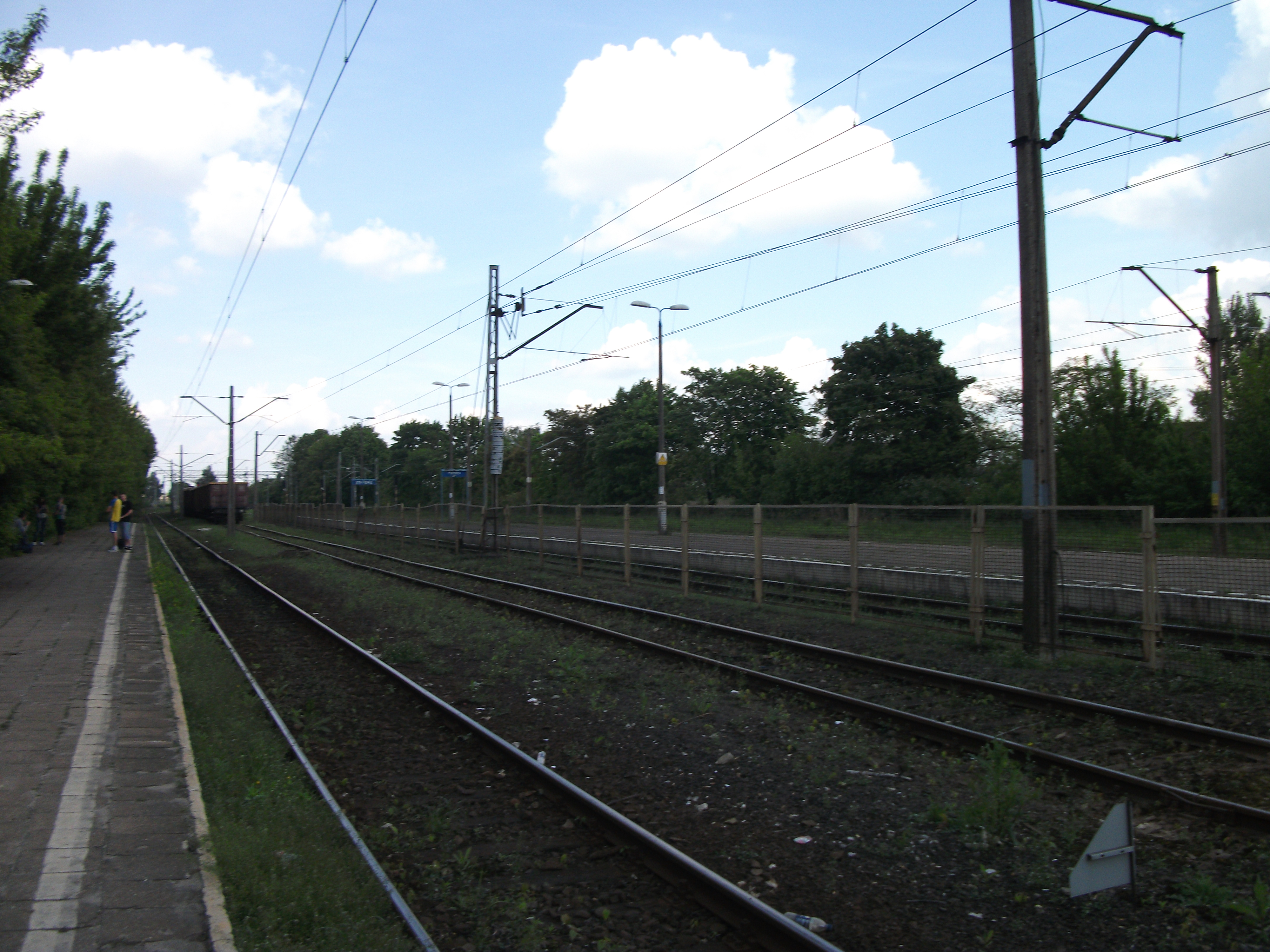
Вид со станции в северном направлении